# Used to Love
Singles de Martin Garrix et Dean Lewis
Home Hold On
Used to Love est une chanson du DJ néerlandais Martin Garrix et du chanteur australien Dean Lewis. Le titre est sorti le 31 octobre 2019 au label Stmpd Rcrds. Il est certifié disque d'or en Australie. La chanson est composée par Martin Garrix, Dean Lewis, le vocaliste Bonn mais aussi par Albin Nedler. Les producteurs sont Martin Garrix et Albin Nedler.

## Clip Vidéo
Le clip vidéo est sorti le même jour sur la chaîne Youtube de Martin Garrix. Il contient des performances de Dean Lewis au piano ainsi que des performances de Martin Garrix à la guitare.

## Liste du format et édition
| 1. | Used to Love (Dean Lewis) | 3:56 |

| 1. | Used to Love (SWACQ Remix) (Dean Lewis)                | 3:40 |
| 2. | Used to Love (Osrin & Beau Collins Remix) (Dean Lewis) | 3:34 |
| 3. | Used to Love (Jimi Hyde Remix) (Dean Lewis)            | 3:20 |

| 1. | Used to Love (Dean Lewis) | 3:31 |

## Classement hebdomadaire
| Classement (2018)                       | Meilleure position |
| --------------------------------------- | ------------------ |
| Australie (ARIA)                        | 46                 |
| Belgique (Flandre Ultratop 50 Singles)  | 25                 |
| Belgique (Wallonie Ultratip 50)         | 3                  |
| Canada (Hot 100)                        | 92                 |
| Tchéquie (IFPI Radio Top 100)           | 26                 |
| Hongrie (Rádiós Top 40)                 | 21                 |
| Lituanie (Agata)                        | 64                 |
| Mexique (Regional Mexican Airplay)      | 30                 |
| Pays-Bas (Nederlandse Top 40)           | 9                  |
| Pays-Bas (Single Top 100)               | 32                 |
| Norvège (VG-lista)                      | 29                 |
| Suède (Sverigetopplistan)               | 40                 |
| Suisse (Schweizer Hitparade)            | 42                 |
| Royaume-Uni (UK Dance Chart)            | 20                 |
| Nouvelle-Zélande (RIANZ Hot 40 Singles) | 14                 |
| États-Unis (Dance Club Songs)           | 3                  |
| États-Unis (Hot Dance/Electronic Songs) | 10                 |

## Certifications
| Pays      | Organisme         | Certification |
| --------- | ----------------- | ------------- |
| Australie | ARIA              | Or            |
| Brésil    | Pro-Música Brasil | Or            |